# Championnat d'Europe de Formule 3 2017
Navigation
2016 2018
Le Championnat d'Europe de Formule 3 2017 est la seizième saison de ce championnat.

## Repères de débuts de saison
Distribution des points
| Position | 1er | 2e | 3e | 4e | 5e | 6e | 7e | 8e | 9e | 10e |
| -------- | --- | -- | -- | -- | -- | -- | -- | -- | -- | --- |
| Points   | 25  | 18 | 15 | 12 | 10 | 8  | 6  | 4  | 2  | 1   |

## Écuries et pilotes
| Écurie                | Voiture            | No. | Pilote              | Cat. | Manches  |
| --------------------- | ------------------ | --- | ------------------- | ---- | -------- |
| Motopark              | Dallara-Volkswagen | 1   | Joel Eriksson       |      | Tous     |
| Motopark              | Dallara-Volkswagen | 4   | Jüri Vips           | I    | 10       |
| Motopark              | Dallara-Volkswagen | 10  | Petru Florescu      | R    | 8-9      |
| Motopark              | Dallara-Volkswagen | 33  | Marino Sato         | R    | Tous     |
| Motopark              | Dallara-Volkswagen | 47  | Keyvan Andres Soori |      | Tous     |
| Motopark              | Dallara-Volkswagen | 55  | David Beckmann      |      | 4-10     |
| Prema Powerteam       | Dallara-Mercedes   | 3   | Maximilian Günther  |      | Tous     |
| Prema Powerteam       | Dallara-Mercedes   | 8   | Zhou Guanyu         |      | Tous     |
| Prema Powerteam       | Dallara-Mercedes   | 25  | Mick Schumacher     | R    | Tous     |
| Prema Powerteam       | Dallara-Mercedes   | 53  | Callum Ilott        |      | Tous     |
| Van Amersfoort Racing | Dallara-Mercedes   | 5   | Pedro Piquet        |      | Tous     |
| Van Amersfoort Racing | Dallara-Mercedes   | 15  | Max Defourny        | R    | 8        |
| Van Amersfoort Racing | Dallara-Mercedes   | 16  | Felipe Drugovich    | I    | 10       |
| Van Amersfoort Racing | Dallara-Mercedes   | 17  | Harrison Newey      |      | Tous     |
| Van Amersfoort Racing | Dallara-Mercedes   | 55  | David Beckmann      |      | 1-3      |
| Van Amersfoort Racing | Dallara-Mercedes   | 96  | Joey Mawson         | R    | Tous     |
| HitechGP              | Dallara-Mercedes   | 7   | Ralf Aron           |      | Tous     |
| HitechGP              | Dallara-Mercedes   | 11  | Tadasuke Makino     |      | 1-5,7-10 |
| HitechGP              | Dallara-Mercedes   | 34  | Jake Hughes         |      | Tous     |
| HitechGP              | Dallara-Mercedes   | 99  | Nikita Mazepin      |      | Tous     |
| Carlin                | Dallara-Volkswagen | 21  | Jake Dennis         |      | 1-3      |
| Carlin                | Dallara-Volkswagen | 21  | Ameya Vaidyanathan  |      | 6-8      |
| Carlin                | Dallara-Volkswagen | 21  | Devlin DeFrancesco  | I    | 9-10     |
| Carlin                | Dallara-Volkswagen | 27  | Jehan Daruvala      | R    | Tous     |
| Carlin                | Dallara-Volkswagen | 31  | Lando Norris        | R    | Tous     |
| Carlin                | Dallara-Volkswagen | 37  | Sacha Fenestraz     | R    | 8        |
| Carlin                | Dallara-Volkswagen | 62  | Ferdinand Habsburg  |      | Tous     |

## Résultats
| Manche | Manche | Circuit                      | Pole position      | Meilleur tour      | Pilote vainqueur   | Écurie gagnante |
| ------ | ------ | ---------------------------- | ------------------ | ------------------ | ------------------ | --------------- |
| 1      | 1      | Silverstone                  | Lando Norris       | Lando Norris       | Lando Norris       | Carlin          |
| 1      | 2      | Silverstone                  | Callum Ilott       | Joel Eriksson      | Joel Eriksson      | Motopark        |
| 1      | 3      | Silverstone                  | Callum Ilott       | Callum Ilott       | Callum Ilott       | Prema Powerteam |
| 2      | 1      | Autodromo Nazionale Monza    | Jehan Daruvala     | Lando Norris       | Lando Norris       | Carlin          |
| 2      | 2      | Autodromo Nazionale Monza    | Joel Eriksson      | Callum Ilott       | Joel Eriksson      | Motopark        |
| 2      | 3      | Autodromo Nazionale Monza    | Joel Eriksson      | Joel Eriksson      | Callum Ilott       | Prema Powerteam |
| 3      | 1      | Circuit de Pau-Ville         | Callum Ilott       | Lando Norris       | Joel Eriksson      | Motopark        |
| 3      | 2      | Circuit de Pau-Ville         | Lando Norris       | Maximilian Günther | Maximilian Günther | Prema Powerteam |
| 3      | 3      | Circuit de Pau-Ville         | Lando Norris       | Lando Norris       | Maximilian Günther | Prema Powerteam |
| 4      | 1      | Hungaroring                  | Maximilian Günther | Ferdinand Habsburg | Maximilian Günther | Prema Powerteam |
| 4      | 2      | Hungaroring                  | Callum llot        | Callum llot        | Callum llot        | Prema Powerteam |
| 4      | 3      | Hungaroring                  | Joel Eriksson      | Joel Eriksson      | Joel Eriksson      | Motopark        |
| 5      | 1      | Norisring                    | Jake Hughes        | Ralf Aron          | Maximilian Günther | Prema Powerteam |
| 5      | 2      | Norisring                    | Ralf Aron          | Callum Ilott       | Lando Norris       | Carlin          |
| 5      | 3      | Norisring                    | Maximilian Günther | Callum Ilott       | Jehan Daruvala     | Carlin          |
| 6      | 1      | Circuit de Spa-Francorchamps | Lando Norris       | Nikita Mazepin     | Lando Norris       | Carlin          |
| 6      | 2      | Circuit de Spa-Francorchamps | Lando Norris       | Ferdinand Habsburg | Ferdinand Habsburg | Carlin          |
| 6      | 3      | Circuit de Spa-Francorchamps | Callum Ilott       | Joel Eriksson      | Lando Norris       | Carlin          |
| 7      | 1      | Circuit Park Zandvoort       | Lando Norris       | Lando Norris       | Lando Norris       | Carlin          |
| 7      | 2      | Circuit Park Zandvoort       | Callum Ilott       | Callum Ilott       | Callum Ilott       | Prema Powerteam |
| 7      | 3      | Circuit Park Zandvoort       | Lando Norris       | Callum Ilott       | Lando Norris       | Carlin          |
| 8      | 1      | Nürburgring                  | Lando Norris       | Max Defourny       | Lando Norris       | Carlin          |
| 8      | 2      | Nürburgring                  | Jake Hughes        | Jake Hughes        | Jake Hughes        | HitechGP        |
| 8      | 3      | Nürburgring                  | Callum Ilott       | Lando Norris       | Lando Norris       | Carlin          |
| 9      | 1      | Red Bull Ring                | Callum Ilott       | Callum Ilott       | Callum Ilott       | Prema Powerteam |
| 9      | 2      | Red Bull Ring                | Joel Eriksson      | Lando Norris       | Joel Eriksson      | Motopark        |
| 9      | 3      | Red Bull Ring                | Joel Eriksson      | Jake Hughes        | Joel Eriksson      | Motopark        |
| 10     | 1      | Hockenheimring               | Callum Ilott       | Lando Norris       | Joel Eriksson      | Motopark        |
| 10     | 2      | Hockenheimring               | Callum Ilott       | Callum Ilott       | Callum Ilott       | Prema Powerteam |
| 10     | 3      | Hockenheimring               | Maximilian Günther | Maximilian Günther | Maximilian Günther | Prema Powerteam |

## Classement saison 2017

### Système de points
| Position | 1er | 2e | 3e | 4e | 5e | 6e | 7e | 8e | 9e | 10e |
| -------- | --- | -- | -- | -- | -- | -- | -- | -- | -- | --- |
| Points   | 25  | 18 | 15 | 12 | 10 | 8  | 6  | 4  | 2  | 1   |

### Championnat pilotes
| Pos.                                                | Pilote             | SIL | SIL | SIL | MNZ | MNZ | MNZ | PAU | PAU | PAU | HUN | HUN | HUN | NOR | NOR | NOR | SPA | SPA | SPA | ZAN | ZAN | ZAN | NÜR | NÜR | NÜR | RBR | RBR | RBR | HOC | HOC | HOC | Points |
| --------------------------------------------------- | ------------------ | --- | --- | --- | --- | --- | --- | --- | --- | --- | --- | --- | --- | --- | --- | --- | --- | --- | --- | --- | --- | --- | --- | --- | --- | --- | --- | --- | --- | --- | --- | ------ |
| 1                                                   | Lando Norris       | 1   | 9   | 3   | 1   | 2   | 2   | 2   | 2   | Ret | 8   | 14  | 3   | 11  | 1   | 3   | 1   | Ret | 1   | 1   | 3   | 1   | 1   | 2   | 1   | 4   | 2   | 17  | 2   | 11  | 4   | 441    |
| 2                                                   | Joel Eriksson      | 4   | 1   | 2   | 4   | 1   | 4   | 1   | Ret | 5   | 10  | 2   | 1   | 4   | 10  | 7   | 9   | 2   | 2   | 2   | 12  | 12  | 10  | 9   | 8   | 2   | 1   | 1   | 1   | 4   | 2   | 388    |
| 3                                                   | Maximilian Günther | 3   | 4   | 4   | 7   | 4   | 3   | 3   | 1   | 1   | 1   | 6   | 6   | 1   | 3   | 2   | 3   | 3   | Ret | 3   | 7   | 3   | 13  | 12  | 7   | 3   | 7   | 5   | 10  | 2   | 1   | 383    |
| 4                                                   | Callum Ilott       | Ret | 2   | 1   | 9   | 7   | 1   | Ret | 3   | 2   | 5   | 1   | 2   | Ret | 9   | 9   | 14  | 6   | 4   | 5   | 1   | 19  | 4   | 3   | 4   | 1   | 4   | Ret | 4   | 1   | 5   | 344    |
| 5                                                   | Jake Hughes        | 13  | 3   | 13  | 10  | 13  | Ret | Ret | 6   | Ret | 2   | 4   | 7   | Ret | 2   | 5   | Ret | 4   | Ret | 8   | 2   | 5   | 2   | 1   | 2   | 11  | 13  | 16  | 12  | 5   | 8   | 207    |
| 6                                                   | Jehan Daruvala     | 10  | 8   | 6   | 2   | 8   | 9   | 10  | 9   | 11  | 3   | 8   | 9   | 6   | 4   | 1   | 4   | 5   | 5   | 9   | 16  | 14  | 6   | 10  | 5   | 13  | 5   | 6   | 5   | 8   | 20  | 191    |
| 7                                                   | Ferdinand Habsburg | 12  | 13  | 12  | 3   | 5   | 5   | 8   | 8   | 6   | 15  | 10  | 12  | Ret | 15  | 8   | 8   | 1   | 6   | 4   | 6   | 2   | 5   | 6   | Ret | 6   | 9   | 4   | 3   | 20  | Ret | 187    |
| 8                                                   | Zhou Guanyu        | 7   | 7   | Ret | 5   | 6   | 10  | Ret | Ret | 10  | 7   | 3   | 4   | 3   | 8   | 12  | 12  | 17  | 3   | 16  | 8   | 4   | 9   | 14  | Ret | 9   | 19  | 14  | 13  | 3   | 3   | 149    |
| 9                                                   | Ralf Aron          | Ret | 16  | 10  | 8   | 9   | 8   | 5   | 5   | 3   | Ret | 12  | 13  | 9   | 5   | 4   | 11  | 8   | 7   | Ret | 10  | 8   | 14  | 5   | 3   | 12  | 6   | 18  | 8   | 10  | 19  | 123    |
| 10                                                  | Nikita Mazepin     | Ret | 15  | 7   | 11  | 10  | 11  | 4   | 7   | Ret | 12  | 11  | 10  | 10  | 18  | 10  | 2   | 7   | 11  | 11  | 11  | 10  | Ret | 11  | 16  | Ret | 3   | 2   | 6   | 6   | 7   | 108    |
| 11                                                  | Harrison Newey     | 6   | 10  | 9   | 17  | Ret | 15  | 6   | 4   | 4   | 6   | 15  | 18  | 5   | 7   | 15  | 7   | 13  | 9   | 10  | 4   | 7   | 12  | 8   | 6   | 19  | 12  | 11  | 14  | 14  | 17  | 106    |
| 12                                                  | Mick Schumacher    | 8   | 6   | 17  | 6   | 3   | 6   | 9   | 11  | 12  | 9   | 9   | 11  | 7   | 12  | Ret | 6   | 9   | 8   | 6   | 9   | 11  | 8   | 15  | 11  | 7   | 10  | 8   | 11  | 18  | 18  | 94     |
| 13                                                  | Joey Mawson        | 5   | 11  | 8   | 14  | 16  | Ret | Ret | 16  | Ret | 4   | 7   | 8   | Ret | 13  | 11  | 5   | 10  | 10  | 14  | 14  | 9   | 3   | 7   | 20  | 18  | 8   | 7   | 15  | 15  | 9   | 83     |
| 14                                                  | Pedro Piquet       | 9   | 18  | 11  | 16  | Ret | 7   | 7   | 13  | 8   | 17  | 13  | 14  | 2   | 6   | Ret | 10  | 16  | 12  | 7   | Ret | 6   | Ret | 17  | 13  | 10  | 15  | 15  | 7   | 7   | 6   | 80     |
| 15                                                  | Tadasuke Makino    | 11  | 19  | 15  | 12  | 14  | 13  | 13  | 12  | 7   | 13  | 17  | 17  | 8   | 14  | Ret |     |     |     | Ret | 15  | 16  | 7   | 4   | 19  | 5   | 17  | 3   | 9   | 9   | 11  | 57     |
| 16                                                  | David Beckmann     | 14  | 17  | 14  | Ret | 15  | 14  | 11  | 14  | Ret | 11  | 5   | 5   | 12  | 11  | 6   | Ret | 15  | 16  | Ret | 5   | 13  | Ret | 16  | 15  | 8   | 11  | 9   | 17  | 13  | 10  | 45     |
| 17                                                  | Jake Dennis        | 2   | 5   | 5   | Ret | Ret | Ret | Ret | 10  | 9   |     |     |     |     |     |     |     |     |     |     |     |     |     |     |     |     |     |     |     |     |     | 41     |
| 18                                                  | Max Defourny       |     |     |     |     |     |     |     |     |     |     |     |     |     |     |     |     |     |     |     |     |     | 11  | 18  | 9   |     |     |     |     |     |     | 2      |
| 19                                                  | Marino Sato        | 16  | 12  | 18  | 13  | 11  | 12  | 14  | Ret | 13  | 16  | 16  | 15  | 13  | 16  | 13  | 15  | 11  | 14  | 15  | 18  | 17  | 16  | Ret | 12  | 14  | 16  | 10  | 18  | 19  | 16  | 1      |
| 20                                                  | Sacha Fenestraz    |     |     |     |     |     |     |     |     |     |     |     |     |     |     |     |     |     |     |     |     |     | 15  | 13  | 10  |     |     |     |     |     |     | 1      |
| 21                                                  | Keyvan Andres      | 15  | 14  | 16  | 15  | 12  | Ret | 12  | 15  | Ret | 14  | 18  | 16  | 14  | 17  | 14  | 13  | 12  | 13  | 12  | 13  | 15  | 17  | 19  | 14  | 15  | 14  | Ret | 20  | Ret | 14  | 0      |
| 22                                                  | Ameya Vaidyanathan |     |     |     |     |     |     |     |     |     |     |     |     |     |     |     | 16  | 14  | 15  | 13  | 17  | 18  | 19  | 21  | 18  |     |     |     |     |     |     | 0      |
| 23                                                  | Petru Florescu     |     |     |     |     |     |     |     |     |     |     |     |     |     |     |     |     |     |     |     |     |     | 18  | 20  | 17  | 17  | 18  | 13  |     |     |     | 0      |
| Pilotes invités inéligibles pour marquer des points |                    |     |     |     |     |     |     |     |     |     |     |     |     |     |     |     |     |     |     |     |     |     |     |     |     |     |     |     |     |     |     |        |
|                                                     | Jüri Vips          |     |     |     |     |     |     |     |     |     |     |     |     |     |     |     |     |     |     |     |     |     |     |     |     |     |     |     | 21  | 12  | 12  | 0      |
|                                                     | Devlin DeFrancesco |     |     |     |     |     |     |     |     |     |     |     |     |     |     |     |     |     |     |     |     |     |     |     |     | 16  | 20  | 12  | 19  | 17  | 14  | 0      |
|                                                     | Felipe Drugovich   |     |     |     |     |     |     |     |     |     |     |     |     |     |     |     |     |     |     |     |     |     |     |     |     |     |     |     | 16  | 16  | 15  | 0      |
| Pos.                                                | Pilote             | SIL | SIL | SIL | MNZ | MNZ | MNZ | PAU | PAU | PAU | HUN | HUN | HUN | NOR | NOR | NOR | SPA | SPA | SPA | ZAN | ZAN | ZAN | NÜR | NÜR | NÜR | RBR | RBR | RBR | HOC | HOC | HOC | Points |

| Couleur  | Résultat                                                                                         |
| -------- | ------------------------------------------------------------------------------------------------ |
| Or       | Vainqueur                                                                                        |
| Argent   | 2e place                                                                                         |
| Bronze   | 3e place                                                                                         |
| Vert     | Classé dans les points                                                                           |
| Bleu     | Classé hors des points Non classé (Nc.)                                                          |
| Violet   | Abandon (Abd.)                                                                                   |
| Rouge    | Non qualifié (Nq.) Non pré-qualifié (Npq.)                                                       |
| Noir     | Disqualifié (Dsq.)                                                                               |
| Blanc    | Non partant (Np.) Forfait (Forf.) Suspendu (Susp.) Course annulée (A.)                           |
| Gras     | Pole position                                                                                    |
| Italique | Meilleur tour en course                                                                          |
| *        | Le pilote a abandonné mais est classé pour avoir parcouru plus de 90 % de la distance de course. |
| +        | Résultat en course Sprint (si arrivée dans les points).                                          |

### Coupe des débutants (rookies)
| Pos. | Pilote          | SIL | SIL | SIL | MNZ | MNZ | MNZ | PAU | PAU | PAU | HUN | HUN | HUN | NOR | NOR | NOR | SPA | SPA | SPA | ZAN | ZAN | ZAN | NÜR | NÜR | NÜR | RBR | RBR | RBR | HOC | HOC | HOC | Points |
| ---- | --------------- | --- | --- | --- | --- | --- | --- | --- | --- | --- | --- | --- | --- | --- | --- | --- | --- | --- | --- | --- | --- | --- | --- | --- | --- | --- | --- | --- | --- | --- | --- | ------ |
| 1    | Lando Norris    | 1   | 9   | 3   | 1   | 2   | 2   | 2   | 2   | Ret | 8   | 14  | 3   | 11  | 1   | 3   | 1   | Ret | 1   | 1   | 3   | 1   | 1   | 2   | 1   | 4   | 2   | 17  | 2   | 14  | 4   | 628    |
| 2    | Jehan Daruvala  | 10  | 8   | 6   | 2   | 8   | 10  | 10  | 9   | 11  | 3   | 8   | 9   | 6   | 4   | 1   | 4   | 5   | 5   | 9   | 16  | 14  | 6   | 10  | 5   | 13  | 5   | 6   | 5   | 8   | 20  | 539    |
| 3    | Mick Schumacher | 8   | 6   | 17  | 6   | 3   | 6   | 9   | 11  | 12  | 9   | 9   | 11  | 7   | 12  | Ret | 6   | 9   | 8   | 6   | 9   | 11  | 8   | 15  | 11  | 7   | 10  | 8   | 11  | 18  | 18  | 436    |
| 4    | Joey Mawson     | 5   | 11  | 8   | 14  | 16  | Ret | Ret | 16  | Ret | 4   | 7   | 8   | Ret | 13  | 11  | 5   | 10  | 10  | 14  | 14  | 9   | 3   | 7   | 20  | 18  | 8   | 7   | 15  | 15  | 9   | 392    |
| 5    | Marino Sato     | 16  | 12  | 18  | 13  | 11  | 12  | 14  | Ret | 13  | 16  | 16  | 15  | 13  | 16  | 13  | 15  | 11  | 14  | 15  | 18  | 17  | 16  | Ret | 12  | 14  | 16  | 10  | 18  | 19  | 16  | 304    |
| 6    | Max Defourny    |     |     |     |     |     |     |     |     |     |     |     |     |     |     |     |     |     |     |     |     |     | 11  | 18  | 9   |     |     |     |     |     |     | 33     |
| 7    | Sacha Fenestraz |     |     |     |     |     |     |     |     |     |     |     |     |     |     |     |     |     |     |     |     |     | 15  | 13  | 10  |     |     |     |     |     |     | 32     |

### Championnat par équipes
Avant chaque épreuve du championnat, deux pilotes de chaque écurie sont choisis pour marquer les points de leur équipe.
| Pos. | Équipe                | Points |
| ---- | --------------------- | ------ |
| 1    | Prema Powerteam       | 829    |
| 2    | Carlin                | 702    |
| 3    | Motopark              | 614    |
| 4    | Hitech GP             | 463    |
| 5    | Van Amersfoort Racing | 357    |